# Eşfahānjūq
Eşfahānjūq (persiska: اصفهانجوق, اصفهانجیق) är en ort i Iran.   Den ligger i provinsen Östazarbaijan, i den nordvästra delen av landet, 500 km väster om huvudstaden Teheran. Eşfahānjūq ligger 1 762 meter över havet och antalet invånare är 814.
Terrängen runt Eşfahānjūq är kuperad åt nordväst, men åt sydost är den platt. Runt Eşfahānjūq är det ganska tätbefolkat, med 155 invånare per kvadratkilometer. Närmaste större samhälle är Marāgheh, 11,5 km väster om Eşfahānjūq. Trakten runt Eşfahānjūq består till största delen av jordbruksmark.